# Héroes fuera de órbita
Héroes fuera de órbita (Galaxy Quest) es una película estadounidense de ciencia ficción y comedia de 1999 protagonizada por Tim Allen, en la cual se parodia a Star Trek. Está escrita por Robert Gordon y David Howard, y dirigida por Dean Parisot. Participan además Sigourney Weaver, Alan Rickman, Sam Rockwell y Tony Shalhoub.

## Argumento
Los protagonistas de una serie de ciencia ficción (citada parodia de Star Trek), que ya no se sigue rodando pero que cuenta con cientos de fans, asisten a una convención de fanáticos. En ella, son contactados por una civilización de alienígenas llamados thermianos. Estos habiendo captado las emisiones de televisión de la serie, las han tomado como documentos históricos, moldeando toda su civilización con los valores de cooperación, camaradería y no rendirse ante cualquier amenaza.
Estos ingenuos alienígenas (que desconocen la mentira) han construido una nave espacial idéntica a la que aparece en la serie, replicándola hasta el más mínimo detalle, pero consiguiendo que funcione a la perfección con una esfera de berilio para su motor, propulsión luminiscente, teletransportación, fábricas de órganos, comunicación en la banda Z.
Los thermianos necesitan defenderse de otra raza extraterrestre que les ataca, los sarris, cuyo líder desea poseer el aparato «omega trece», del cual se desconoce su funcionamiento, y que había sido mencionado en el último capítulo de la serie. Así, los actores deben convertirse en auténticos héroes intergalácticos.

## Reparto
- Tim Allen como Jason Nesmith (Comodor Peter Quincy Taggart).
- Sigourney Weaver como Gwen DeMarco (Teniente Tawny Madison).
- Alan Rickman como Alexander Dane (Dr. Lazarus)
- Tony Shalhoub como Fred Kwan (Sargento Chen)
- Sam Rockwell como Guy Fleegman (Tripulante #6).
- Daryl Mitchell como Tommy Webber.
- Enrico Colantoni como Mathesar.
- Robin Sachs como General Roth'h'ar Sarris.
- Jed Rees como Teb.
- Justin Long como Brandon.
- Missi Pyle como Laliari.
- Patrick Breen como Quellek.
- Jeremy Howard como Kyle.
- Samuel Lloyd como Neru.
- Rainn Wilson como Lahnk.

El actor de doblaje Kevin McDonald es el locutor de la convención.

## Rodaje
Los exteriores desérticos se filmaron en el Goblin Valley State Park, en Utah.

## Recepción
El sitio web especializado Rotten Tomatoes le concedió al film un 90%, alegando sobre el filme: "Inteligente sátira con un reparto excelente". En el sitio web Metacritic la cinta tiene un puntaje de 70 sobre 100.
El The New York Times también alabó la película.
Los "trekkies" también apoyaron mayoritariamente a esta comedia. En 2013 la Star Trek Convention de Las Vegas incluyó a Galaxy Quest dentro de los 12 films de Star Trek y le votaron como el séptimo mejor, por encima de cinco "auténticos" films de la franquicia.

### Taquilla
El filme fue un gran éxito comercial: recaudó US$7.012.630 en su apertura, US$71.583.916 en Estados Unidos y US$90.683.916 a nivel global.

## Relación conStar Trek
Galaxy Quest es una parodia (y un homenaje) a Star Trek ambientada en la nave espacial NSEA Protector, perteneciente a la National Space Exploration Administration, que son trasuntos de la USS Enterprise (NCC-1701) y Starfleet respectivamente. Según el supervisor de efectos especiales Bill George el prefijo de la Protector, NTE, significa "Not The Enterprise".
Para promocionar la película se hizo una página web de la ficticia serie de televisión diseñada para que tuviese un aspecto cutre con código HTML y pareciese obra de un fan friki. También se parodia los efectos que Star Trek tuvo en sus actores, como el momento en que Alex Dane (Alan Rickman) ha sido encasillado tras su éxito en Galaxy Quest; esto refleja los lamentos que tuvo Leonard Nimoy, que fue encasillado tras su papel de Spock.

### Reacciones de los actores deStar Trek
Varios actores de Star Trek han comentado Galaxy Quest desde el punto de vista de sus propias experiencias con la franquicia.

«Originalmente no quería ver Galaxy Quest porque había escuchado que se burlaba de Star Trek, y entonces Jonathan Frakes me llamó y me dijo: '¡No te puedes perder esta película! Mírala un sábado a la noche en un cine lleno'. Y así lo hice, y por supuesto, descubrí que era brillante. Brillante. Nadie se rió más fuerte ni por más tiempo en el cine que yo, pero la idea de que la nave fue salvada —y todos nuestros héroes en esa película también— simplemente por el hecho de que había fans que entendían los principios científicos sobre los que funcionaba la nave fue absolutamente maravillosa. Y fue tanto divertida como conmovedora, porque rendía homenaje a la dedicación de esos fans.» — Patrick Stewart (Jean-Luc Picard on TNG)

«Cada vez que voy a una convención desde que salió Galaxy Quest, me vienen recuerdos de la película. Me pareció muy divertida, no paré ni un minuto de reirme.» — Tim Russ (Tuvok on Voyager)

«Me pareció muy divertida, y creo que el público que mostraban era totalmente real, pero los actores a los que supuestamente imitaban eran completamente irreconocibles. Sinceramente, no tengo idea de qué estaba haciendo Tim Allen. Parecía el líder de un grupo de actores, y por más que me esforcé, no logré entender a quién estaba tratando de imitar. La única que reconocí fue la chica que hacía de Nichelle Nichols.» — William Shatner (James T. Kirk on TOS)

«Me encantó Galaxy Quest. Me pareció una sátira brillante, no solo de Star Trek, sino del fanatismo en general. Lo único que me habría gustado es que me hubieran dado un papel: el de un fanático raro que no para de gritarle al actor que hacía del “chico”, lo horrible que era tener a un niño en la nave espacial. En fin...» — Wil Wheaton (Wesley Crusher on TNG)

«Sí, he visto Galaxy Quest y no, no es realmente así.» — Casey Biggs (Damar on DS9)

«Creo que es un documental aterradoramente realista. [Ríe] Los detalles, los reconocí todos. Es una pieza poderosa de cine documental. Y realmente creo que cuando nos secuestren los alienígenas, van a ser los verdaderos fans de Star Trek los que salvarán el día. ... Yo me moría de risa. Y Tim Allen, el [protagonista], clavó ese porte estilo Shatner a la perfección. Y casi muero cuando se sacó la camisa, y Sigourney Weaver, [su coestrella], pone los ojos en blanco y dice: 'Ahí va esa camisa otra vez.' ... ¿Cuántas veces escuchamos eso en el set? [Ríe.]» — George Takei (Hikaru Sulu on TOS)